# Vaca ñata
La vaca ñata es una variedad de Bos primigenius taurus argentina y uruguaya, descrita a veces como una subraza de vacas y otras como un linaje de estas con un síndrome hereditario. Sus peculiaridades y supuesta extinción la hicieron caso de estudio durante el desarrollo de la teoría de la evolución.
En la Sala de Osteología Comparada (sala histórica) del Museo de Ciencias Naturales de La Plata hay dos esqueletos de vacas ñatas.

## Historia de su descripción y estudio
Se originaron en el ganado que trajo Hernandarias y que se adaptó a esta región, el mismo  consistía en razas ibéricas como la Retinta, la Avileña-negra ibérica o la Mertolenga. Entre sus adaptaciones están tener cuernos grandes para defenderse de los jaguares, pumas, perros cimarrones y la vaquería humana, resistencia a parástos y garrapatas y alimentarse de los árboles y maleza de ser necesario.
En 1839, Charles Darwin describe en el Capítulo VIII del libro “Diario del viaje de un naturalista alrededor del mundo” que había encontrado, en el pueblo de Colla (Actual Rosario del Colla, Uruguay) a la vaca ñata con las siguientes características:

“...Por su aspecto exterior parecen guardar con las otras clases de ganado vacuno la misma relación que los bull-dogs con los demás perros. Tiene la frente muy corta y ancha, y las extremidades nasales vueltas hacia arriba, mientras el labio superior está muy recortado. La mandíbula inferior sobresale de la superior y presenta una curvatura correspondiente hacia arriba, resultando aquí que siempre están enseñando los dientes; sus ojos se proyectan hacia afuera. Las ventanas de la nariz situadas altas, están muy abiertas. Al andar llevan la cabeza baja, sostenida por un cuello corto, y sus patas traseras, comparadas con las delanteras, son más largas de lo ordinario. Sus dientes al descubierto, frentes anchas y estrechas, y fosas nasales vueltas hacia arriba, les dan un aire ridículo de arrogancia y provocación que supera a todo lo imaginable...”
Charles Darwin

La descripción que hizo Darwin sobre la vaca ñata fue producto del intercambio fluido epistolar que tuvo con Francisco Javier Muñiz. Las observaciones de Muñiz fueron consideradas por Darwin como un hallazgo de interés dentro de la lucha por la supervivencia y selección natural.

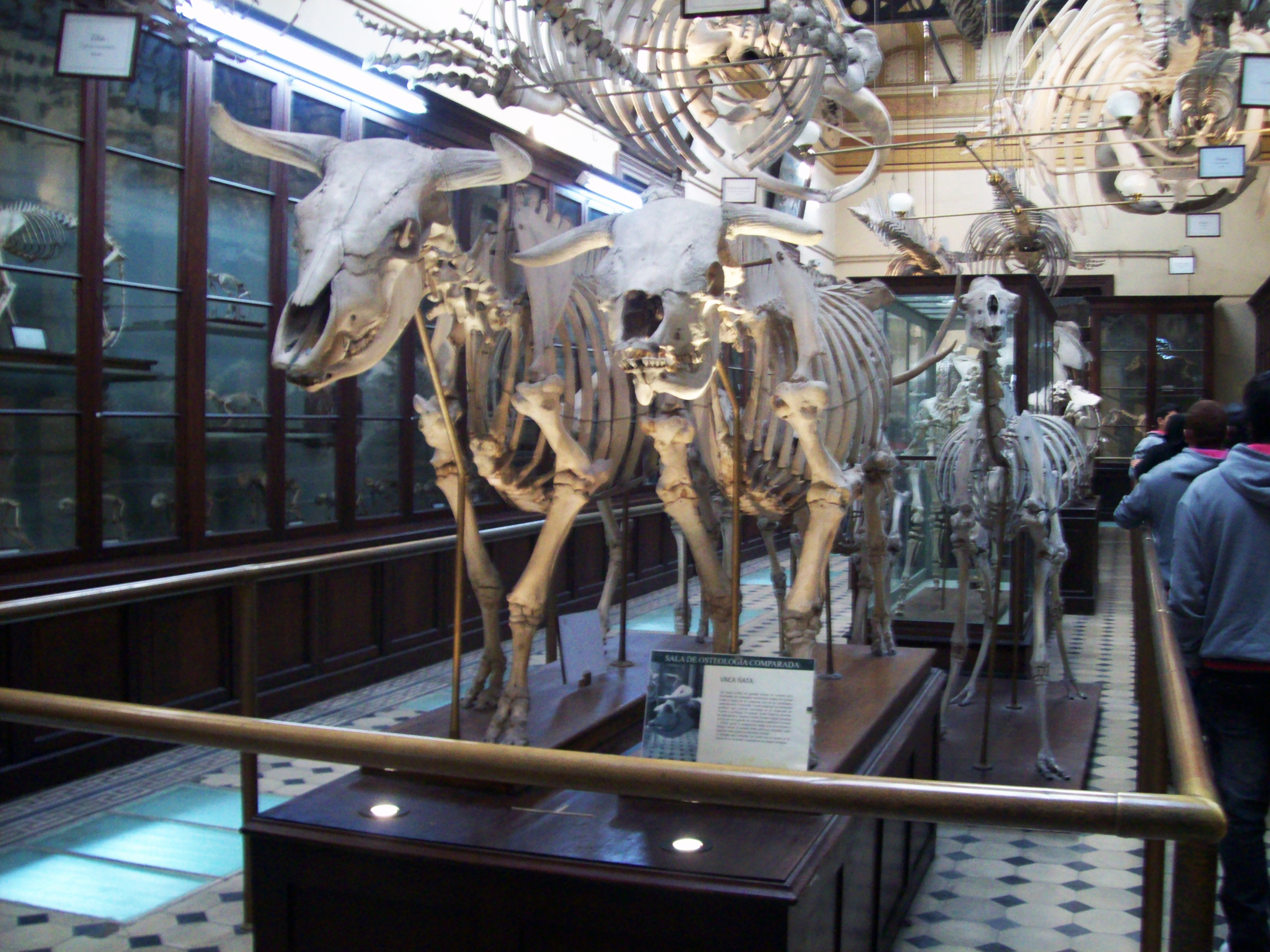
Esqueletos de vaca ñata en el Museo de La Plata

Según indica Omar López Mato, las vacas ñatas se extinguieron después de una prolongada sequía que asoló la provincia de Buenos Aires en 1826 y esto marcó un antecedente de las teorías evolutivas se dio  en la cual  Sin embargo en 1833, Darwin vuelve a encontrar esta raza en abundancia en Rosario del Colla. Las mismas estaban impedidas de arrancar las hojas de los árboles debido a la disposición de su mandíbula, lo cual provocó su supuesta extinción. Esta desventaja que presentaban las vacas ñatas respecto del ganado común fue identificada por Muñiz en los informes que le enviaba a Darwin, donde se destacaba que las mismas no eran capaces de alimentarse de los árboles.

## Conservación
Actualmente se conservan 600 ejemplares, la mayoría se encuentra en la localidad uruguaya de San Miguel, en la Estancia homónima propiedad del Servicio de Parques del Ejército Uruguayo y propiedad de la s Fuerzas Armadas de Uruguay desde 1930. El resto de los ejemplares se encuentran en unas pocas estancias del departamento de Treinta y Tres.

## Descripción moderna
“El ganado ñato no es una raza particular o especial, sino que se trata del resultado de una deformación genética de los Bos taurus, la que se ha localizado además en otros taxones. El ganado ñato evidencia atrofia nasal, denominada prognatismo por la medicina veterinaria. Es una enfermedad hereditaria, consecuencia de la mutación en la información genética, que se produce en algunas especies, incluso en la humana. En todos los casos, la mandíbula inferior crece en forma normal, pero el maxilar superior no la acompaña en lo que se denomina ‘onda de crecimiento’. El defecto es denominado dolicognatismo y se origina en las deficientes secreciones de hormona de la glándula hipófisis, la que regula el crecimiento. El sector de información genético ‘errado’ dirige la deficiencia a la hipófisis, pero, aunque el animal crece normalmente no se desarrolla en las proporciones normales. Un hecho importante es que esta glándula, aunque tenga un error en su información, no siempre da lugar a la enfermedad: el sector de información errado puede ser ‘enmascarado’ por su carácter recesivo; en este caso, la vaca, a pesar de tener la información para ser ñata, es normal. Sucede usualmente que el gen recesivo se acompañe de otro gen, de información dominante, el que hará que el ejemplar sea sano.”
Miguel Mugueta